# 尋找死神
〈尋找死神〉（英語：Death in Bloom）是《探險活寶》第二季的第17集。在卡通頻道2011年2月28日播出。本集以小男孩阿寶和魔法狗老皮為主角，講述阿寶和老皮當他們被泡泡糖叮嚀要照顧好她的花時不小心弄枯，而在入恐怖地獄找死神幫助。老皮的記憶被抹去及阿寶在決鬥音樂輸給死神之後，兩人快被他奪取靈魂，直到機緣巧合才幸免一生。

## 劇情
泡泡糖公主陪阿寶和老皮一陣子，知道需要離開，到蔬菜村（Veggie Village）的科學會議。她委託這兩個人保護她的公主花（Princess Plant）。然而離開後，阿寶和老皮太過狂歡而弄枯。然後決定進入恐怖地獄（Land of the Dead）並從死神還給花的靈魂。對於一個未指定的價格，薄荷管家教兩人進入地獄，他指示阿寶和老皮也告訴死神向他打聲招呼。
一進入恐怖地獄時，阿寶和老皮快被有意識，渴望肉體的骷髏吃掉。雖然逃避這些怪物，老皮跳進“健忘之河”而失去記憶。阿寶拖動老皮一路到死神的城堡。一進入時死神就說若阿寶能在音樂會中打敗他，他會還給這朵花的靈魂。阿寶選擇演奏铃儿响叮当，而死神玩打鼓和唱死亡金屬音樂。老皮現在是不偏不倚的裁判，由於記憶喪失則裁決死神勝利。
因為阿寶和老皮輸比賽，死神決定殺死他們。然而，阿寶死之前告訴死神薄荷糖管家有向他打招呼；認識過薄荷管家的死神突然寬容，告訴這兩人，他們可以有“想要的東西”。死亡然後還給公主花的靈魂以及傑克的記憶後，阿寶和老皮快速移動到糖果王國。泡泡糖回來後，只有吃了植物的一部分使頭髮改變。薄荷糖管家然後要求他付款，他想要阿寶和老皮的肉體，夠讓他們恐懼。

## 幕後製作
《尋找死神》是由傑西·莫伊尼漢和科爾·桑切斯分別擔任編劇和分鏡，由馬克·貝克、肯特·奧斯本、派屈克·麥克海爾和原作潘得頓·沃德構思。此集由拉里·萊奇力特擔任導演。沃德和同事分鏡設計湯姆·赫皮奇協助莫伊尼漢和桑切斯整理情節。有一橋段，阿寶和老皮在骷髏面前躲起來，只有老皮氣脹才注意到他們，認為是由沃德的分鏡。然而，他非常累到想給赫皮奇$100做橋段的分鏡，沃德會賺的總額。此集有一個非常狹長的盆地顯現出恐怖地獄。莫伊尼漢指出，他“真的想要超過上方，做15頁，但7頁就好”; 他後來說想要“讓孩子印象深刻”的鏡頭。莫伊尼漢原本的盆地由背景設計師丹·詹姆斯（Dan "Ghostshrimp" James）重新設計，也做些其他背景。其他背景由克里斯·西及奧迪斯做，據莫伊尼漢所說，正做他“最好的Ghostshrimp印象”;西及奧迪斯本人後來指出，“模仿Ghostshrimp繪畫風格是很棘手，乍看之下很簡單，但實際上非常複雜微妙。”
薄荷糖管家教阿寶和老皮鬥雞眼，盯著角落進入恐怖地獄的場景，是受到莫伊尼漢年輕時父親告訴他的故事而啟發。根據藝術家，他的父親告訴他，若你“集中力十足”，你會“走進另個象限”莫伊尼漢正在寫這集時寫入回憶起的故事。以死亡和芬蘭人參加音樂比賽為特色的高潮是專門寫的，以便不是“腐朽的”。根據沃德，比賽場面經常被避免，因為“當你寫一個提綱，他們易陷入陷阱”。《尋找死神》，編劇意識到一場比賽將造成故事優勢。在原始草稿中，阿寶和老皮由神秘兔子帶領通過恐怖地獄。桑切斯覺得兔子不合適。編劇和工作人員修改故事時把兔子刪除，認為不適合。兔子後來被不祥的會談話頭骨取代，試圖讓老皮喝“健忘之河”。根據分鏡美術雷貝卡·素格，原始結局的粗略草稿中泡泡糖公主是沒有公主花的。莫伊尼漢後來指出，編劇在投入時是一個“小小的魯莽”，沃德開玩笑說，他不得干預及“品質控制”，以防止這個想法進入最後一集。
死神是由米格爾·費雷爾配演。費雷爾後來在第四季《火星人》上再次配演此角色。死神的外貌由莫伊尼漢設計; 他承認重設計代表性的角色時是“有點嚇人”，並盡力遠離“蒙頭斗篷和鐮刀”。在決定最終設計之前，莫伊尼漢嘗試結合“日本宇宙外星人的東西”和尤杜洛斯基《聖山》的設計。然後把頭畫成馬頭骨。最後由菲爾·倫達（Phil Rynda）完成，菲爾·倫達是當時首席人物設計。

## 反響
《尋找死神》於2010年10月11日在卡通頻道首播。此集有198.1萬觀眾觀看，尼爾森收視率為1.2/2%。表示所有家庭在看電視時的比例為1.2%和2%。此集首次在2013年《寶妹與皮姐》的DVD發行，包括前三季的16集。後來在2013年完整版第二季DVD發行。
DVD Talk的泰勒·福斯特（Tyler Foster）評論此集，並強調這是第二季中最突出。他讚揚獨立創造陰間的構想，並指出是“熱鬧的”呈現。此外，他對費雷的表現作為死亡是免費的; 在《寶妹與皮姊》DVD的評論中，福斯特提到演員在此集中“滑稽的”，在第二季的回顧中寫道“如果米格爾·費雷爾飾演的死神不是節目中完美且出粗戲弄的天才，我就不知道為何物。”IGN的馬特·福勒（Matt Fowler）認為此集是此季的亮點，寫道此集最好部分是“阿寶跟死神的死亡金屬音樂”。他還指出，這此對動畫很重要，因為是第二季當中標誌著“暗化效應”; 他特別提到了薄荷糖管家要阿寶和老皮的肉體作為付款的場景。